# Jussarö fyr
Jussarö fyr är en fyr på ön Sundharun i Ekenäs ungefär fyra kilometer söderut från Jussarö.
Jussarös första fyr hade byggts år 1881. Den hade byggts på ögruppens största ö så att fyrvakternas hus kunde byggas på samma ö. Denna placering konstaterades dock senare vara dåligt, emedan det i närheten fanns ett för sjögång farligt magnetiskt störningsområde, som störde skeppens kompasser. På den tiden ansågs det vara omöjligt att bygga en fyr på öruppens sydligaste delar.
Men 1922 ersattes den gamla fyren med en ny, som man valde att placera vid Sundharun vid ögruppens södra del. Fyren blev Finlands första fyr som redan under byggandet planerades bli obemannad.